# فرناند لوپرت
فرناند لوپرت (۱۸۹۰-۱۹۷۰)، نویسنده و اندیشمند فرانسوی در زندگی ادبی و هنری فرانکوفون مصر معروف شده‌است.

## زندگی‌نامه
فرناند لوپرت در ۶ ژانویه ۱۸۹۰ در شمال فرانسه به دنیا آمد، قبل از مهاجرت به لیل و دوئه دوران کودکی را در روستایی نزدیک محل تول خود تجربه کرد. در جریان جنگ جهانی اول در پیاده نظام و نیروی هوایی مبارزه کرد؛ بخاطر سرپرستی اش در در دومین بخش نظامی، مدال افتخاری صلیب لژیون را با عنوان نظامی دریافت کرد. در سال ۱۹۱۹ برای عازم شدن به اسکندریه راهی لوتوس شد، جایی که به عنوان معلم فرانسه به مدارس دولت مصر فرستاده شده بود.
در طول سفر با موریک برن همکار و دوست آتی اش آشنا شد.او از سال ۱۹۱۹ تا ۱۹۲۵در اسکندریه معلم فرانسه , در دبیرستان راس آلتین بود، سالی که وی واردقاهره شد با موریک برن یک مجله ادبی با عنوان نشریه های واحه (les cahiers de l'Oisis) بنیان نهاد که طی سال‌های۱۹۲۱ الی ۱۹۲۳ انتشار یافت.
فرناند لوپرت در سال ۱۹۲۹ در وزارت آموزش عمومی با عنوان بازرس آموزش فرانسه جای گرفت. از این سال تا ۱۹۵۶، مقارن با بازگشتش به فرانسه، کار خود را در حیطه آموزش و فعالیت هنری و عقلانی اش پیش برد. لوپرت به‌طور فعال درانجمن دوستداران فرهنگ فرانسه در مصر (ACFE) ( که در سال ۱۹۲۵ دایر و توسط موریک برن اداره می‌شد) شرکت می‌کرد. وی به‌طور منظم در مجموعه کنفرانس‌های سازمان دهی شده توسط انجمن حضور داشت. او همچنین دیدگاه خردمندان مصری را با نوشتن برای روزنامه‌های فرانسوی زبان حیات بخشید. لوپرت همچنین برای خود یک شخصیت کلیدی با چشم‌انداز فکری مصر در خلال دو جنگ ایجاد کرد و به‌طور کاملاً ویژه برای گفتگوی بین فرهنگ‌های مختلفی که در کشور وجود داشت زحمت کشید.  بسیاری از نویسندگان فرانسوی که به درخواست وی به مصر می آمدند ارتباط نزدیک داشت (همانند ژرژ دوامل،آندره ژید، ژول رومن، ژاک دو لاکروتل). لوپرت همچنین به نویسندگان فرانسوی زبان مصری مانند ژرژ هنین، طه حسین، توفیق الحکیم،احمد رسیم که در زمره دوستانش بودند بسیار علاقه‌مند بود.
فرناند لوپرت در سال ۱۹۷۰ در بولونیا سور سن (Boulogne-sur-Sein)، جایی که در بازگشتش به فرانسه در آنجا اقامت داشت از دنیا رفت، پسرش ژاک لوپرت دیپلمات ارشد فرانسه شد.
از سال ۱۹۹۹ در کتابخانه سنت  ژنویو پاریس بخشی به نام "سرمایه لوپرت" تأسیس شد که مجموعه اسناد جمع‌آوری شده توسط این متفکر در طول حیاتش را در بر می‌گیرد.

## آثار
اشعار
- اصوات روح، پاریس، ۱۹۱۶
- نقاشی سه قابی، مصر،۱۹۲۰
- ترانه‌های بهرا، قاهره

رساله‌ها و مقاله ها

- ژول لورو، انسان، شاعر، رمان نویس، پاریس،۱۹۲۲
- لوسین ماریه، نویسنده، گلچینی از نویسندگان کشته شده در جنگ، پاریس، ۱۹۲۵
- منصور دو فرانسوا بونژان، مجله اروپا،۱۹۲۵
- سلون یا انسانی که میخواهد قدیس شود، قاهره، ۱۹۳۲مصر، سرزمین نیل، پاریس، ۱۹۳۹
- دیوار سکوت، قاهره، ۱۹۴۲
- گل رز قرمز، یادداشت برای یک دوست مرده، ژنو، ۱۹۵۲

رمان‌ها و روایت ها
- پرستار بد، روایت از دوران جنگ، قاهره، ۱۹۴۱
- آتش تنها، ۱۹۴۷
- نشریات واحه، ۱۹۲۳-۱۹۲۱